# Transistor phát sáng hữu cơ
Transistor phát sáng hữu cơ, viết tắt theo tiếng Anh là OLET (organic light-emitting transistor), là một dạng của transistor hữu cơ phát ra ánh sáng. Transistor này có tiềm năng cho màn hình kỹ thuật số và kết nối quang học trên chip.
OLET là một khái niệm phát xạ ánh sáng mới, cung cấp nguồn sáng phẳng có thể dễ dàng tích hợp trên các chất nền như silicon, thủy tinh và giấy bằng cách sử dụng các kỹ thuật vi điện tử tiêu chuẩn.
OLET khác với OLED ở chỗ một ma trận hoạt động có thể được làm hoàn toàn bằng OLET, trong khi OLED phải được kết hợp với các phần tử chuyển mạch như transistor màng mỏng TFT.